# Punhvangsza
A Punhvangsza (Bunhwangsa) Dél-Korea Kjongdzsu (Gyeongju) városában, Észak-Kjongszang (Gyeongsang) tartományban található buddhista templom, melyet 634-ben, Szondok (Seondeok) királynő ideje alatt építettek Sillában. Valaha Silla négy legfontosabb buddhista templomának egyike volt, és bár ma is aktív, területe jelentősen lecsökkent, és kevesen járnak ide imádkozni. Itt található Dél-Korea 30. számú nemzeti kincse, egy kőpagoda. A Kjongdzsu (Gyeongju) Történelmi Körzet tagjaként a világörökség része.

## A pagoda
A 30. számú nemzeti kincsként regisztrált kőpagoda a legrégebbi Silla-kori pagoda, mely valaha kilenc szintes volt, mára azonban csak három szint maradt meg. 1915-ben a japánok rekonstruálták, közben pedig értékes relikviákat találtak a belsejében, arany és kő dísztárgyakat, pénzérméket, ollót és hímzéshez használt tűt, ami azt mutatja, hogy feltehetően egy nőhöz tartozó ereklyékről van szó.

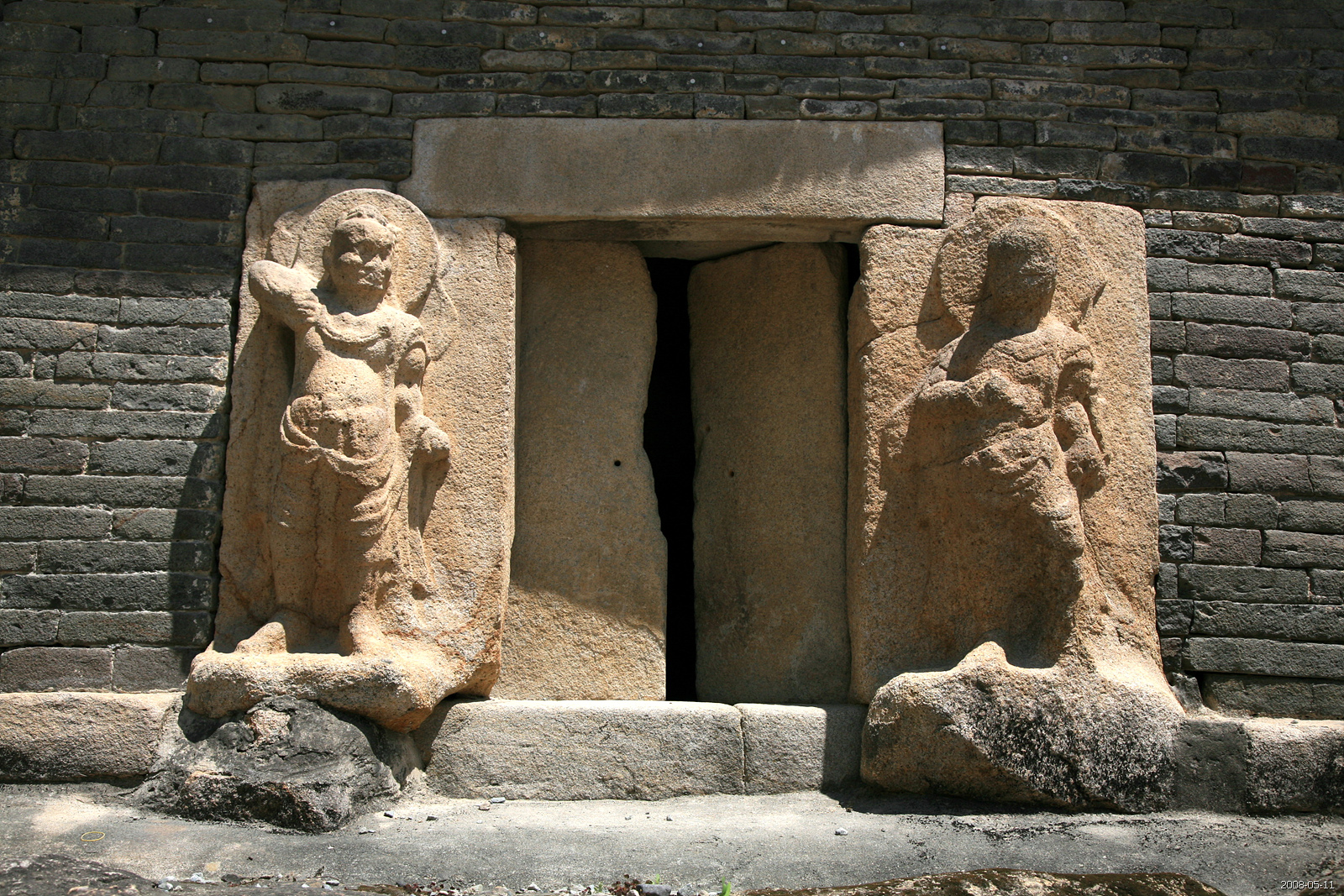
A pagoda alsó szintjének díszítése